# مايكل وايت (روائي)
مايكل وايت (بالإنجليزية: Michael White)‏ (و. 1959 – 2018 م) هو روائي، وموسيقي، ومدرس، وكاتب غير روائي، وكاتب سيناريو بريطاني، ولد في لندن، بدأ مشواره المهني سنة 1994، توفي في بيرث، عن عمر يناهز 59 عاماً.

## التعليم
تعلم في كلية الملك في لندن
.